# Santa Fe (Argentina)
Santa Fe (puno ime na španjolskom jeziku: Santa Fe de la Vera Cruz) je administrativni centar istoimene argentinske pokrajine - Santa Fe s 368 668 stanovnika.

## Zemljopisne karakteristike
Santa Fe se nalazi na sjeveroistoku Argentine, pored ušća rijeke Salado u rijeku Paranu.

## Vanjske poveznice
- Santa Fe na portalu Encyclopædia Britannica (engl.)